# Nuevo el Petatero
Nuevo el Petatero är en ort i Mexiko.   Den ligger i kommunen Manzanillo och delstaten Colima, i den södra delen av landet, 500 km väster om huvudstaden Mexico City. Nuevo el Petatero ligger 99 meter över havet och antalet invånare är 113.
Terrängen runt Nuevo el Petatero är huvudsakligen kuperad, men söderut är den platt. En vik av havet är nära Nuevo el Petatero söderut. Runt Nuevo el Petatero är det ganska tätbefolkat, med 108 invånare per kvadratkilometer. Närmaste större samhälle är Manzanillo, 5,0 km söder om Nuevo el Petatero. I omgivningarna runt Nuevo el Petatero växer i huvudsak lövfällande lövskog.